# Acompanyament (salut)
Acompanyament és anar (amb algú) per escoltar-lo, custodiar-lo, fer-li costat, guiar-lo. Estar o anar en companyia d'una o altres persones. Participar en els sentiments d'algú. L'acompanyament es du a terme durant tot el procés de la malaltia i tenint en compte tots els àmbits de la persona.
L'Atenció Centrada en la Persona (ACP), entén a la persona com un ésser que ha de ser atesa des de totes les seves necessitats, i aquestes no només van lligades a les necessitats biològiques, sinó que inclouen les necessitats de pertinença social, sentir-se estimat i acceptat pera aquells que l'envolten.